# 157421 Carolpercy
157421 Carolpercy este un asteroid din centura principală de asteroizi.

## Descriere
157421 Carolpercy este un asteroid din centura principală de asteroizi. A fost descoperit pe 8 octombrie 2004 la Vail-Jarnac de Tom Glinos, David H. Levy și Wendy Levy. Asteroidul prezintă o orbită caracterizată de o semiaxă mare de 2,52 ua, o excentricitate de 0,16 și o înclinație de 0,4° în raport cu ecliptica.